# Falkenbergs BTK
Falkenbergs BTK est un club de tennis de table se situant à Falkenberg, Suède. Le club, créé le 30 novembre 1925 a gagné dix championnats.

## Palmarès
- Vainqueur de la coupe d'Europe Nancy-Evans en 1991
- Champion de Suède en 1963, 1964, 1971, 1972, 1976, 1979, 1980, 1981, 1986 et 1988
- Finaliste de la coupe des clubs champions en 1972, 1977 et en 1989
- Finaliste de la coupe d'Europe Nancy-Evans en 1992

## Joueurs emblématiques
- Stellan Bengtsson
- Ulf Carlsson
- Peter Karlsson
- Erik Lindh
- Magnus Mansson
- Peter Nilsson